# Bayesiskt skräppostfilter
Ett bayesiskt skräppostfilter eller bayesiskt spamfilter (av engelska Bayesian spam filter) är ett skräppostfilter som använder sannolikhetslogik (baserad på Bayes sats) för att skilja på önskad post och skräppost. Bayesiska skräppostfilter beskrevs först av Paul Graham 2002 i artikeln A plan for spam. Graham bidrog även till att förbättra metoden.